# Balungpani
Balungpani (nep. बाग्लुङपानी) – gaun wikas samiti w zachodniej części Nepalu w strefie Gandaki w dystrykcie Lamjung. Według nepalskiego spisu powszechnego z 2001 roku liczył on 570 gospodarstw domowych i 2759 mieszkańców (1469 kobiet i 1290 mężczyzn).